# Phelsuma roesleri
Phelsuma roesleri is een hagedis die behoort tot de gekko's. Het is een van de soorten madagaskardaggekko's uit het geslacht Phelsuma.

## Naam en indeling
De wetenschappelijke naam van de soort werd voor het eerst voorgesteld door Frank Glaw, Philip-Sebastian Gehring, Jörn Köhler, Michael Franzen en Miguel Vences in 2010. De soortaanduiding roesleri is een eerbetoon aan Herbert Rösler, die veel kennis vergaarde over gekko's en madagaskardaggekko's in het bijzonder.

## Uiterlijke kenmerken
Phelsuma roesleri bereikt een kopromplengte tot 3,6 centimeter en een totale lichaamslengte inclusief staart tot 7,2 cm. De hagedis heeft een groene kleur en heeft een vage tekening maar duidelijke strepen. De buikschubben zijn glad en niet gekield.

## Verspreiding en habitat
De soort komt voor in delen van Afrika en leeft endemisch in noordelijk Madagaskar. De habitat bestaat uit droge tropische en subtropische bossen. De soort is aangetroffen tot op een hoogte van ongeveer 128 meter boven zeeniveau.

## Beschermingsstatus
Door de internationale natuurbeschermingsorganisatie IUCN is de beschermingsstatus 'bedreigd' toegewezen (Endangered of EN).